# 2015年度香港小姐競選
2015年度香港小姐競選（第43屆）是電視廣播有限公司舉辦的選美活動，本年度決賽在2015年8月30日20:30-22:40舉行。
本屆招募期以口號「一夜成名　打造璀璨前程」作為宣傳口號，並於5月7日召開記者招待會公佈有關本屆港姐招募詳情，2013及2014年的冠亞季軍在記者會上分享參選港姐的感受。
本屆亦首次設立主題曲《一夜成名》，特別邀請國際著名唱片監製Jeff Miyahara創作，並由許廷鏗、鄭俊弘及胡鴻鈞主唱，陪同12位佳麗在日本進行錄音。

## 評審機制
本年度香港小姐競選繼續以全民投票機制進行。觀眾8月22日22:30開始可透過TVB Fun於投票選出心目中的冠亞季軍。
而TVB Fun觀眾、「2015香港小姐競選決賽星級評判團」及「2015香港小姐評審委員會」於決賽當晚從12位佳麗中，分三個回合淘汰八位佳麗，餘下四位佳麗可晉身四強。最後由觀眾透過TVB Fun從最後四強中，投票選出本年度香港小姐冠、亞、季軍得主。
投票制度採用波達計數法，觀眾可投票順序選出三位佳麗，獲投冠軍可得5分，亞軍可得2分，季軍可得1分。

## 比賽結果

### 名次
| 最後結果         | 參賽者      |
| ---------------- | ----------- |
| 2015香港小姐冠軍 | - 1號麥明詩 |
| 亞軍             | - 4號龐卓欣 |
| 季軍             | - 9號郭嘉文 |
| 第四名           | - 2號馬詩晴 |

本次投票總參與人數為231,692人。

### 大會獎項
| 獎項       | 得獎者      |
| ---------- | ----------- |
| 最上鏡小姐 | - 1號麥明詩 |
| 友誼小姐   | - 5號林凱恩 |

### 贊助商/其他獎項
| 獎項                   | 得獎者                                                 |
| ---------------------- | ------------------------------------------------------ |
| 「水上擂台」－游泳比賽 | - 冠軍：6號吳慧堯 - 亞軍：11號楊苡汶 - 季軍：4號龐卓欣 |
| 最佳首飾演繹獎         | - 9號郭嘉文                                            |

## 入圍佳麗

### 佳麗名單
| 編號 | 佳麗名字 | 佳麗名字(英文) | 年齡 | 身高  | 三圍         | 職業           |
| ---- | -------- | -------------- | ---- | ----- | ------------ | -------------- |
| 1    | 麥明詩   | Louisa Mak     | 23   | 5'4½" | 32½" 22" 33" | 學生           |
| 2    | 馬詩晴   | Jessie Ma      | 20   | 5'6½" | 35" 26" 36½" | 學生           |
| 3    | 羅丹虹   | Ann Law        | 24   | 5'7"  | 33" 23½" 34" | 學生           |
| 4    | 龐卓欣   | Ada Pong       | 23   | 5'4½" | 34" 22½" 34" | 店舖主任       |
| 5    | 林凱恩   | Iris Lam       | 23   | 5'4½" | 32½" 23" 34" | 學生           |
| 6    | 吳慧堯   | Hayton Ng      | 23   | 5'4½" | 34" 24" 35"  | 訓練及培訓統籌 |
| 7    | 吳佩欣   | Sylvia Ng      | 24   | 5'3"  | 32" 22" 33"  | 學生           |
| 8    | 程莉欣   | Michelle Ching | 24   | 5'6½" | 33" 24" 35½" | 學生           |
| 9    | 郭嘉文   | Karmen Kwok    | 23   | 5'3½" | 32" 23" 33½" | 學生           |
| 10   | 陳靜儀   | Kristi Chan    | 22   | 5'6"  | 34" 23½" 34" | 學生           |
| 11   | 楊苡汶   | Amanda Young   | 23   | 5'6"  | 32" 22½" 34" | 註冊護士       |
| 12   | 朱嘉莉   | Sunshine Chu   | 23   | 5'5½" | 34" 24" 35"  | 學生           |

### 佳麗年齡
本年度佳麗的年齡介乎20歲至24歲。

## 新主題曲《一夜成名》
大會選定為《2015香港小姐競選》新主題曲《一夜成名》，作曲：Jeff Miyahara & Jae Chong，作詞：楊熙，編曲：Jeff Miyahara，監製：Jeff Miyahara。
三位合唱歌手為許廷鏗、鄭俊弘、胡鴻鈞。7月到日本與國際著名韓國音樂監製 Jeff Miyahara 合作錄製新主題曲及香港拍 MV，8月6日 TVB 舉行《一夜成名》MV 首播記者會。

## 海外外景拍攝
本年度海外外景拍攝原定在南韓進行，但受當地中東呼吸綜合症疫情影響，改為在日本東京進行。新主題曲《一夜成名》三位合唱歌手許廷鏗、鄭俊弘、胡鴻鈞參與在日本外景的相關評選活動。

## 節目情形

### 首回戰
12位候選佳麗在日本展開特訓之旅，接受由多位國際級導師精心安排的訓練課程，當中包括唱歌、跳舞、化妝、演戲及走天橋五大項目。首回戰總冠軍為4號龐卓欣，以下為各項目的名次：
| 項目         | 評核導師      | 第一名    | 第二名    | 第三名                |
| ------------ | ------------- | --------- | --------- | --------------------- |
| 唱歌（英文） | Jeff Miyahara | 4號龐卓欣 | 1號麥明詩 | 6號吳慧堯             |
| 走天橋       | 青野楓        | 3號羅丹虹 | 9號郭嘉文 | 1號麥明詩、4號龐卓欣  |
| 跳舞         | 井上櫻        | 1號麥明詩 | 7號吳佩欣 | 4號龐卓欣、10號陳靜儀 |
| 化妝         | Michou        | 7號吳佩欣 | 4號龐卓欣 | 2號馬詩晴、5號林凱恩  |
| 演戲         | 犬童一心      | 6號吳慧堯 | 1號麥明詩 | 11號楊苡汶            |
| 唱歌（中文） | 山田良介      | 4號龐卓欣 | 1號麥明詩 | 3號羅丹虹、11號楊苡汶 |

本屆以師徒制方式，將佳麗分為以曾志偉帶領的Eric Team及鄭裕玲帶領的Do Do Team進行比賽。各隊隊員由曾志偉及鄭裕玲親自挑選。
- Eric Team隊員：1號麥明詩、3號羅丹虹、6號吳慧堯、7號吳佩欣、10號陳靜儀和12號朱嘉莉。
- Do Do Team隊員：2號馬詩晴、4號龐卓欣、5號林凱恩、8號程莉欣、9號郭嘉文和11號楊苡汶。

### 次回戰
在《次回戰》節目開始時，張繼聰拿出了決賽當晚的考驗主題，然後再表示大會將秉承香港小姐美貌與智慧並重的傳統，一方面以才藝表演來展示大家努力不懈的態度和最美的一面，同時亦會透過問答和演說的環節以突顯眾佳麗的智慧和口才。為了讓兩位「師傅」和所有觀眾能進一步了解各人的實力，或有何不足之處，他請兩位「師傅」分別跟所有佳麗逐一見面和交流，而2015年8月11日至16日是參選佳麗預備《次回戰》表演的練習期。
《次回戰》的比賽在2015年8月17日在香港淺水灣影灣園舉行並作錄影，每隊在比賽中各自派出代表進行單對單較量，以動人美態及表演才能一決高下。由許廷鏗、鄭俊弘及胡鴻鈞作評判。（粗體為勝出之佳麗）
| Eric Team                                | Do Do Team           |
| ---------------------------------------- | -------------------- |
| 1號麥明詩 (現代舞)                       | 4號龐卓欣 (歌劇)     |
| 7號吳佩欣 (瑜珈)                         | 5號林凱恩 (魔術)     |
| 6號吳慧堯 (流行舞)                       | 9號郭嘉文 (中國舞)   |
| 3號羅丹虹 (啦啦隊舞)                     | 2號馬詩晴 (呼拉團舞) |
| 10號陳靜儀 (鋼琴)                        | 8號程莉欣 (籃球舞)   |
| 12號朱嘉莉 (杯子歌) You're Gonna Miss Me | 11號楊苡汶 (演戲)    |

在比賽後，曾志偉及鄭裕玲分別會見了不同的佳麗作賽後檢討，並聽取了佳麗們的回應及作指導。
| 佳麗   | 「星級師傳」的評語及佳麗的回應 |
| 麥明詩 | 曾志偉覺得麥明詩的表現很好，再問她有沒有要選擇什麼項目，麥明詩回應表示她還是會選擇跳舞                                            |
| 馬詩晴 | 馬詩晴表示自己的表現有點失準，問可不可以跳舞加一點姿勢                                                                            |
| 羅丹虹 | 羅丹虹在賽後哭著說對自己的表現感到失望，因為最後跟不上拍子                                                                        |
| 龐卓欣 | 鄭裕玲表示龐卓欣的表演得緊張，如果再看到她唱歌劇，相信要有點不同                                                                  |
| 林凱恩 | 鄭裕玲問林凱恩覺得剛才變魔術如何，林凱恩表示很流暢，但鄭裕玲覺得魔術的規模要更大才行                                              |
| 吳慧堯 | 曾志偉對於吳慧堯所表演的幾個動作後，再次重複，希望在隨後兩周加以練習，在決賽夜上讓觀眾看到更有進步                                |
| 吳佩欣 | 吳佩欣對自己的表現感到很平均，可能欠缺一個高潮，而曾志偉認為她所選擇的項目不能在決賽夜上「打仗」的                                |
| 程莉欣 | 程莉欣認為自己的舞步有點錯漏，鄭裕玲反問程莉欣，你真的很擅長打籃球嗎？程莉欣對自己有信心                                          |
| 郭嘉文 | 郭嘉文感到自己可能在情感表現上不夠豐富，鄭裕玲問郭嘉文是否對自己對中國舞非常有信心？ 郭表示暫時來說是最有信心的項目               |
| 陳靜儀 | 曾志偉認為陳靜儀的臉部表情仍有不足，或許兩個人一起彈一台鋼琴或對彈會較好                                                          |
| 楊苡汶 | 鄭裕玲感到楊苡汶很有熱誠，決定替她找一位演戲和教戲也出色的人來教導，楊苡汶聽後感到興奮                                            |
| 朱嘉莉 | 朱嘉莉表示自己在這星期已練了一個拋杯的動作，但因感到冒險而沒有表現出來。 曾志偉認為朱嘉莉應增加表演難度，他會找一些高手來跟她合奏 |

### 決賽
本年度的決賽於2015年8月30日香港時間晚上8時30分至10時40分於將軍澳電視廣播城舉行，共分八節播映。香港無綫電視翡翠台及高清翡翠台現場直播。
本屆競選再次棄除在2013年度已復辦的準決賽，而一次性的決賽節目連廣告只有2小時10分鐘，扣除廣告後的淨播映時間為1小時37分31秒。

#### 評判、司儀
| 司儀                      | 陳百祥、崔建邦、張繼聰 |
| 星級師傅                  | Do姐鄭裕玲、獎門人曾志偉 |
| 星級評判團 (按司儀宣布序) | 胡定欣、黃翠如、錢嘉樂、王祖藍、陳凱琳、袁偉豪、 胡鴻鈞、許廷鏗、鄭俊弘、梁競徽、朱晨麗、王浩信、黃智賢、 林德信、C AllStar (釗峰、On仔、King、Jase)、敖嘉年、麥長青、 周柏豪、吳若希、草蜢 (蔡一智、蔡一傑、蘇志威)、何超儀、 江美儀、姚子羚、岑麗香、陳奐仁、林盛斌、張秀文、連詩雅、 陳庭欣、劉佩玥、陳瀅、杜如風、王貽興、農夫 (陸永、C君) |
| 最上鏡小姐評判            | 黎耀祥、任達華、蘇永康、梁漢文 |

#### 節目流程
- 第一節：由2014年度香港小姐冠軍邵珮詩以舞蹈表演開場，歌手許廷鏗、鄭俊弘、胡鴻鈞表演2015香港小姐競選主題曲《一夜成名》[2]，佳麗穿着晚禮服出場，並淘汰2位佳麗。
- 第二節：首5位佳麗才藝表演。
- 第三節：後5位佳麗才藝表演。
- 第四節：10位佳麗穿着泳衣出場表演，及淘汰2位佳麗；1號至3號的佳麗的泳裝答問環節。
- 第五節：10位佳麗再度穿着泳衣出場，4號至12號的佳麗的泳裝答問環節
- 第六節：
  - 主持人先訪問個別「星級評判」對「最上鏡小姐」的心儀人選。
  - 其後草蜢與十二位佳麗以「未來都市」為題作歌舞表演，期間草蜢獻唱《红唇的吻》、《華麗舞台》、《今晚停了電》、《一秒轉機》四首歌曲。
- 第七節：
  - 大會先公布「最上鏡小姐」得獎者及入圍最後四強的佳麗名單，按當時的排名次序為龐卓欣、麥明詩、郭嘉文及馬詩晴。
  - 於公佈四強佳麗名單後，再由四強佳麗作即席演說，發言次序為麥明詩、馬詩晴、龐卓欣、郭嘉文，觀眾投票於即席演說環節結束後截止。
- 第八節：頒發「友誼小姐」獎項及公布最終賽果，並由2014年度香港小姐季軍何艷娟、亞軍王卓淇及冠軍邵珮詩頒獎。

## 賽後回顧

### 星級師傅及司儀評價
曾志偉及鄭裕玲於該屆港姐競選擔任「星級師傅」，兩人不時在節目中出現互相鬥嘴的場面；鄭裕玲其後解釋，其實她和曾志偉只是陪襯、襯托、搞氣氛而已，但他們也幹得十分開心，她認為1號麥明詩和4號龐卓欣一直也是熱門，加上她們表現很好，所以實至名歸。而曾志偉則表示，其實由《首回戰》挑選佳麗開始，他跟鄭裕玲已有默契，表示「1號和4號，每人選一個」，那麼三甲之中，他跟鄭裕玲所分別訓練的佳麗，至少有一人能入圍三甲，因為他覺得冠、亞軍離不開這兩位佳麗。而對於在曾志偉和鄭裕玲不時在節目中鬥嘴，司儀們像做「和事佬」一樣，陳百祥不認同這說法，他認為這樣可以令節目好看一點，因為過往多屆也是他跟曾志偉及鄭裕玲考問佳麗，她們始終是新人，可能會比較慌張，故曾志偉及鄭裕玲是陪伴在佳麗身旁協助作答，節目整體上來看是精彩的。而崔建邦則表示由於自己擔任司儀資歷尚淺，故比較害怕，有股：「媳婦，每人少一句，大家別吵了」的心態。而張繼聰則認為擔任司儀的工作十分好玩，氣氛十分融洽。 

### 舞台設計
該屆的《香港小姐競選》決賽以連場的「華麗時裝表演」作大會主題，設計團隊花了兩個月時間構思、設計，並耗資四百萬港元，把將軍澳電視廣播城一號錄影廠的大會會場布置成典雅的羅馬建築，令會場成為夢幻天橋舞台，而舞台上裝置暗藏機關，並能配合不同環節的主題而作出變化。而最大的挑戰，就是在短時間內，設計出可凹凸伸縮、變化不同的磚牆，以及動用180萬港元，由LED砌成的「立體3D巨獸」，將使上述兩項從未嘗試過的巨型造具實體化，並成功操作及應用在電視拍攝上。
在舞台後方大會用了300塊白方磚砌成背景牆，並吊有「港姐標誌」及寫有「MISS HONG KONG PAGEANT」字樣的白色吊燈，而背景牆每塊方磚均由獨立摩打運作，並按事前設定的電腦程式及配合燈光效果，利用凹凸伸縮變化出不同的不同形態以配合各環節的主題，而背景牆後方則為搭建複雜的機關，並搭建三層高台及樓梯，以便工作人員檢查裝置操作情況。
至於以LED玻璃纖維製成的「立體3D巨獸」(亦被稱為「巨型老虎」)上，則供泳裝答問環節中使用，放置於舞台中央，該「老虎」花了五個月時間構思及製作，透過高密度可扭曲LED燈，把將動物的樣貌和斑紋呈現，而且可利用變動燈光及機械轉動，使「巨型老虎」能可作出擺動及眨眼動作，也能透過聲音效果作出吼叫，亦可轉型變成 獵豹 和 熊貓 兩種不同巨獸以配合各環節的主題。設計師表示，製作時須面對大量技術問題，亦須在非常倉促下調整各機關於決賽時順利運作，是希望能為觀眾有新的刺激和視覺享受。
在原定的計劃，「巨型老虎」會在決賽泳裝答問環節後的移回後台，但在移走的過程中，因機關發生故障，該「老虎」的卡在了會場連接後台的門口處，出動數十名工作人員仍未能推回後台，在接下來的數個廣告時段仍未能成功移走。最後，這「巨型老虎」也只能放在舞台上，見證香港小姐的選舉結果，而冠軍寶座亦須移到「巨型老虎」前方。
除背景牆及「巨型老虎」外，大會亦將舞台上的假天花設計成方格狀，以配合後方背景磚牆設計；而會場入口處裝置了貼有佳麗相片的巨型燈箱，舞台兩邊亦設置巨型垂直平板電視及座位，供星級評判團與佳麗作近距離接觸，以加深眾人對候選佳麗的認識。

### 冠軍麥明詩繞場一週後被眾佳麗冷待
更具戲劇性的是，是冠軍麥明詩繞場一週後，返回寶座。以往各屆的落選佳麗均於此刻向冠、亞、季軍上前恭賀及擁抱。但本屆的亞軍龐卓欣及季軍郭嘉文此刻面面相覷，沒有向冠軍麥明詩親吻；而其餘9位落選佳麗分成兩批，分別只向亞軍龐卓欣及季軍郭嘉文擁抱及祝賀。冠軍麥明詩先望向她左邊的季軍郭嘉文，兩人面面相覷，然而郭嘉文沒有理會冠軍，反而立即轉身面向其向她祝賀的落選佳麗；而麥明詩再望向她右邊的龐卓欣，同樣沒有佳麗理會她。直至節目完結，只有鄭裕玲及曾志偉上前跟她握手，她最後只站在寶座前面微笑以對，沒有一位佳麗向她送上任何祝賀。此幕成為整個決賽中最多人注目及惹起最多話題的一幕，更成為台灣媒體的熱門搜尋字眼，此「紅海」現象更令麥明詩被封為「最糗港姐」。

## 特備節目
- 《今晚睇李》第28集
  - 8月16日晚上10:30至11:30（7月30日錄影），翡翠台及高清翡翠台播出
- 《2015香港小姐首回戰》（Miss Hong Kong Pageant 2015 Lead In）
  - 8月22日晚上10:30至11:30，翡翠台及高清翡翠台播出
  - 主持：張繼聰
- 《2015香港小姐次回戰》（Miss Hong Kong Pageant 2015 Lead In）
  - 8月23日晚上10:30至11:30，翡翠台及高清翡翠台播出
  - 主持：張繼聰
- 《2015香港小姐 傳奇誕生》（Miss Hong Kong Pageant 2015 - A Legend Is Born）
  - 8月30日晚上10:40至11:30，翡翠台及高清翡翠台直播
  - 主持：陸浩明、區永權、衛志豪